# Søren Arnholt Rasmussen
Søren Arnholt Rasmussen (født 28. oktober 1975) er trommeslager i bandet Nephew. Han startede med klaver, som de fleste andre i Nephew, men hengav sig senere til trommerne.